# Krak des Chevaliers
Der Krak des Chevaliers (arabisch قلعة الحصن, DMG Qalʿat al-Ḥuṣn; der arabische Name bedeutet „Zitadelle der Ritter“, auch Crac des Chevaliers) ist eine Burg in Syrien, deren heute sichtbare Bauteile überwiegend aus der Zeit der Kreuzzüge stammen. Sie ist seit 2006 Bestandteil des Welterbes der UNESCO.

## Name
Der Name Krak entstammt wahrscheinlich dem Syrisch-Aramäischen und bedeutet „Festung“. Möglich ist auch eine Ableitung von dem griechischen Wort charax, das „Pfahlwerk“ oder „Wall“ bedeutet. Zur Unterscheidung von der Burg Krak de Montréal (heute Shobaq, Jordanien) festigte sich dann der Name Crac de l’Hospital (Festung der Hospitaliter) bzw. Crac des Chevaliers (Festung der Ritter).

## Lage
Die Burg steht etwa 30 km westlich von Homs auf einem 755 m hohen Ausläufer des Alawitengebirges namens Dschebel Khalil und beherrscht die vom Nahr al-Kabir durchflossene Akkar-Ebene zwischen diesem und dem Libanongebirge. Seit dem Altertum wird diese Senke von Homs als wichtige Handelsroute zwischen Küste und Landesinnerem genutzt. Der Besitz der Befestigungsanlage war für den Handel, aber auch für die militärische Sicherung der Region zwischen Tripolis und Homs von entscheidender Bedeutung. Zusammen mit der etwa 25 Kilometer südlich am Rand des Libanongebirges gelegenen Festung Akkar und einer Reihe von Forts und Türmen bildete Krak des Chevaliers ein wirksames Verteidigungssystem. Der nächstliegende sichtbare Stützpunkt war das 15 km entfernte Castel Blanc im heutigen Safita.

## Geschichte

### Vorläufer

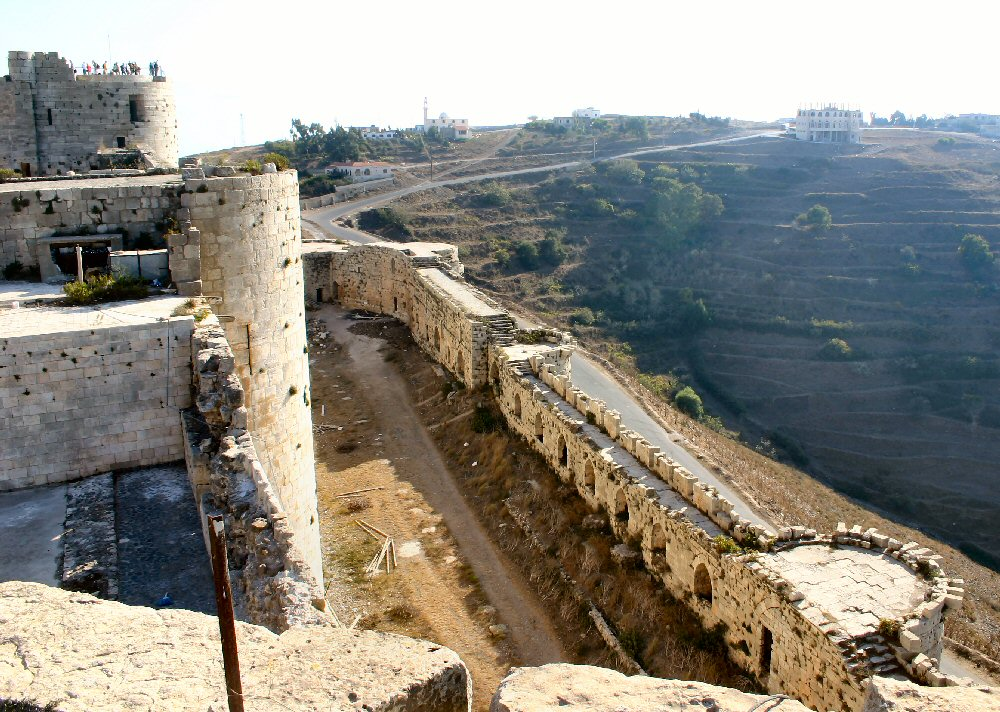
Westliche Ringmauern

Die erste historisch greifbare Befestigung wurde 1031 durch den Emir von Homs auf dem Berg errichtet. Sie hatte den Namen Hisn al-Akrād (Burg der Kurden).
1099 erreichte das Heer des Ersten Kreuzzugs unter Raimund von Saint-Gilles, das sich auf dem Weg nach Jerusalem befand, Hisn al-Akrād. Das Heer besetzte die Burg und hielt sich zehn Tage darin auf, bevor es weiterzog und die Stadt Arqa belagerte. Nachdem das Kreuzfahrerheer weitergezogen war, gelangte die Burg wieder in muslimischen Besitz.
Wenige Jahre nach dem erfolgreichen Ende des Ersten Kreuzzugs kehrte Raimund von Toulouse in die Gegend zurück und versuchte, sich eine eigene Herrschaft aufzubauen. Während er die Hafenstadt Tartus schon 1102 einnehmen konnte, leisteten Hisn al-Akrād und die Hafenstadt Tripolis erbitterten Widerstand. Nach Raimunds Tod 1105 setzte sein Sohn Bertrand von Saint-Gilles sein Vorhaben der Errichtung der Grafschaft Tripolis mit der Eroberung von Tripolis 1109 fort. Hisn al-Akrād wurde 1110 durch den normannischen Heerführer Tankred von Tiberias erobert, der in Konkurrenz zu den provencalischen Saint-Gilles’ und ihrer Grafschaft Tripolis die Ausweitung der normannischen Herrschaft um das von seinem Onkel Bohemund von Tarent gegründete Fürstentum Antiochia verfolgte.

### Zeit der Kreuzritter

#### Anfänge
Als Bertrand von Saint-Gilles im April 1112 starb, folgte ihm dessen minderjähriger Sohn Pons. Tankred starb im Dezember 1112. Noch auf dem Sterbebett arrangierte Tankred die Verheiratung seiner Witwe Cäcilia von Frankreich mit Pons, die Hisn al-Akrād und einige weitere Burgen Tankreds mit in die Ehe brachte. Hisn al-Akrād gehörte fortan zur Grafschaft Tripolis. Verwaltet wurde die Burg durch Vasallen des Grafen von Tripolis, die sich „de Crato“ nannten.
Pons’ Sohn Raimund von Tripolis konnte den Erhalt der Burg und deren Garnison nicht mehr finanzieren, weshalb er die Burg 1142 an den Johanniterorden abtrat. Willelmus de Crato wurde mit 600 Gold-Byzantinern und Bodenrechten abgefunden. Zum Aussehen der Burg in damaliger Zeit gibt es keine Überlieferung und oberirdisch keine baulichen Reste. Vielleicht bestand eine hohe, relativ dünne Ringmauer mit schlanken runden Mauertürmen – wie bei anderen arabischen Burgen dieser Zeit.
Zwei Erdbeben, die 1157 und 1170 schwere Zerstörungen anrichteten, waren der Anlass für umfangreiche Bauarbeiten an der Burg ab 1170. Arabische Quellen besagen, dass nach dem Erdbeben auf dem Burgberg kein Stein mehr auf dem anderen stand.

#### Burg der Kreuzritter

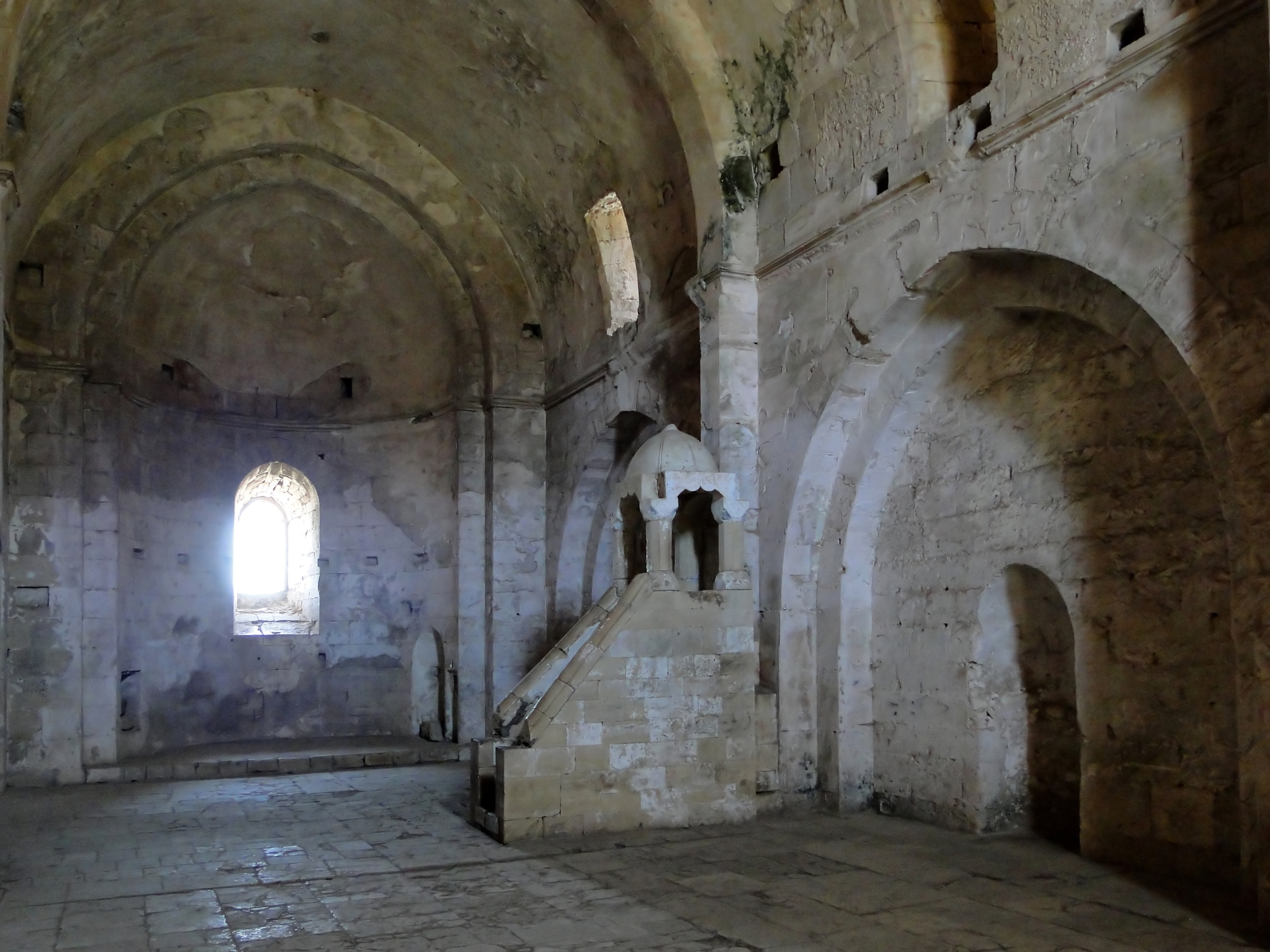
Die Kapelle

Die nun errichtete Burg war demzufolge ein Neubau. Er bestand im Wesentlichen aus dem Hauptturm, der Kapelle, dem Torbau und der mit umlaufender Halle versehenen Ringmauer. Drei wenig vorspringende Mauertürme verstärkten die Anlage. Im Nordwesten ragte der Latrinenturm aus der Mauerlinie hervor. Er war in die Zwingermauer eingebunden, die wahrscheinlich die gesamte Burg umschloss. Im Osten existierte eine Vorburg. Als eine große Besonderheit für eine Höhenburg in einem so wasserarmen Land verfügte die Burg an der Süd-, West- und Nordseite über einen Wassergraben, dessen Rest das noch heute an der Südseite vorhandene Wasserreservoir ist.

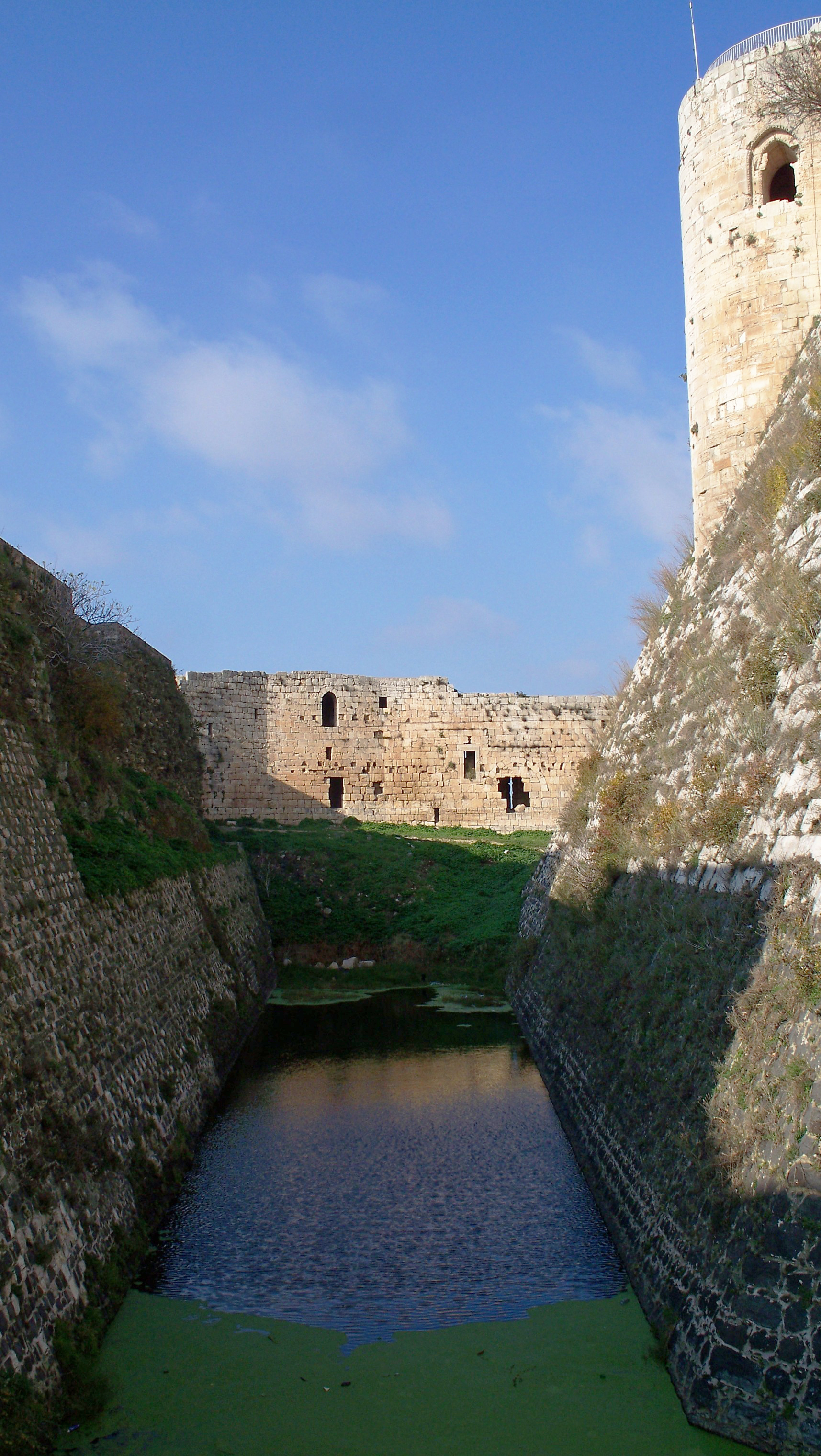
Westlicher Wassergraben

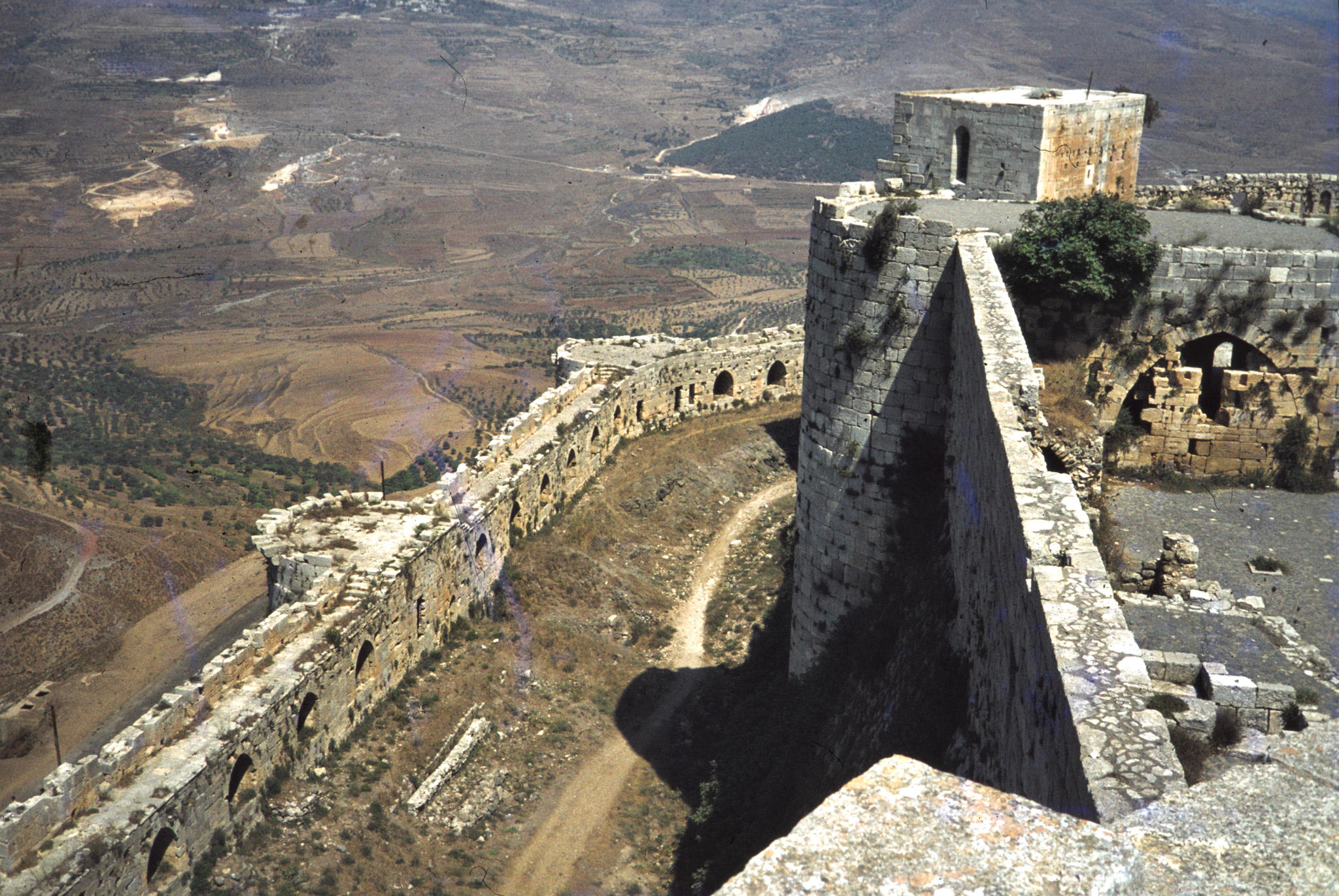
Westlicher Zwinger

Im Mai 1188 rückte Sultan Saladin auf seinem Feldzug nach Nordsyrien vor die Burg, verzichtete jedoch auf eine längere Belagerung und musste unter Rücksicht auf die strategische Lage von einem Angriff auf Antiochia absehen. Die Burg wurde dadurch zum effektiven Sperrriegel nach Süden.
Nach abermaligen Erdbebenschäden 1201/02 wurde die Burg umfassend ausgebaut. Verstärkt wurde die Westseite der Kernburg und die dortigen Türme zu Rundtürmen ummantelt, der Talus als Erdbebenschutz errichtet und die äußere Zwingermauer erbaut. Die Südseite der Kernburg erhielt eine außergewöhnlich starke Befestigung. Drei gewaltige, nach außen abgerundete Türme wurden durch eine starke Mauer verbunden. Die Mauerstärke erreichte am mittleren Turm acht Meter. Bemerkenswert ist die handwerklich gute Steinmetzarbeit am Schnittpunkt zwischen Südmauer und Talus. Die Auffahrtsrampe zur Kernburg wird von einem fünfeckigen Turm aus großen Bossensteinen gesichert. Diese Neubauten wurden im Wesentlichen wahrscheinlich schon nach wenigen Jahren abgeschlossen. Der Bau der mit den Halbrundtürmen versehenen äußeren Zwingermauer erfolgte um 1250. Wahrscheinlich waren zum Zeitpunkt der mamlukischen Eroberung die Verteidigungselemente des Zwingers noch nicht vollständig errichtet. Im Inneren der Kernburg entstand – ebenfalls in der Mitte des 13. Jahrhunderts – der Saalbau. Er wurde im Stil der Hochgotik gestaltet und hat einen repräsentativen Charakter. Die Schmuckelemente sind auf französische oder auch antike Vorbilder zurückzuführen.
In der ersten Hälfte des 13. Jahrhunderts stand die Johanniterherrschaft im Krak des Chevaliers auf dem Höhepunkt. Das findet seinen Ausdruck im aufwändigen Ausbau der Hauptfestung. Sie diente in dieser Zeit häufig als militärische Operationsbasis gegen benachbarte Herrschaften.
In der zweiten Hälfte des 13. Jahrhunderts wurde vor allem die äußere Zwingermauer an der Südost- und Nordostseite der Anlage verstärkt. Das Mauerwerk dieser Zeit ist von minderer Qualität und demonstriert augenscheinlich die Bedrängnis und damit den Niedergang des Johanniterordens.

#### Ende als Kreuzritterburg
1267 griff Sultan Baibars erstmals den Krak des Chevaliers an und eroberte drei Burgen und 16 feste Türme in der Umgebung. 1271 kam es zu einer Belagerung der Burg, an der sich der Sultan ab dem 21. Februar persönlich beteiligte. Als Standort für die Bliden wählte man einen Bergvorsprung ca. 300 m von der Burg entfernt; heute befindet sich dort das Ausflugsrestaurant. Durch Beschuss wurden ein Turm an der Südwestecke und das heute nicht mehr vorhandene Vorwerk beschädigt. Das Vorwerk und eine Befestigungsanlage vor dem Osttor wurden durch das Heer des Sultans am 22. März eingenommen. Nach Unterminierung stürzte der Südwestturm des Zwingers ein und die Mamluken stürmten am 31. März den Zwinger. Die Johanniter zogen sich in die Kernburg zurück. Am 8. April 1271 ergaben sie sich – irregeführt durch einen gefälschten Brief – gegen die Zusicherung des freien Abzugs, die nicht eingehalten wurde.

### Spätere Bauphasen

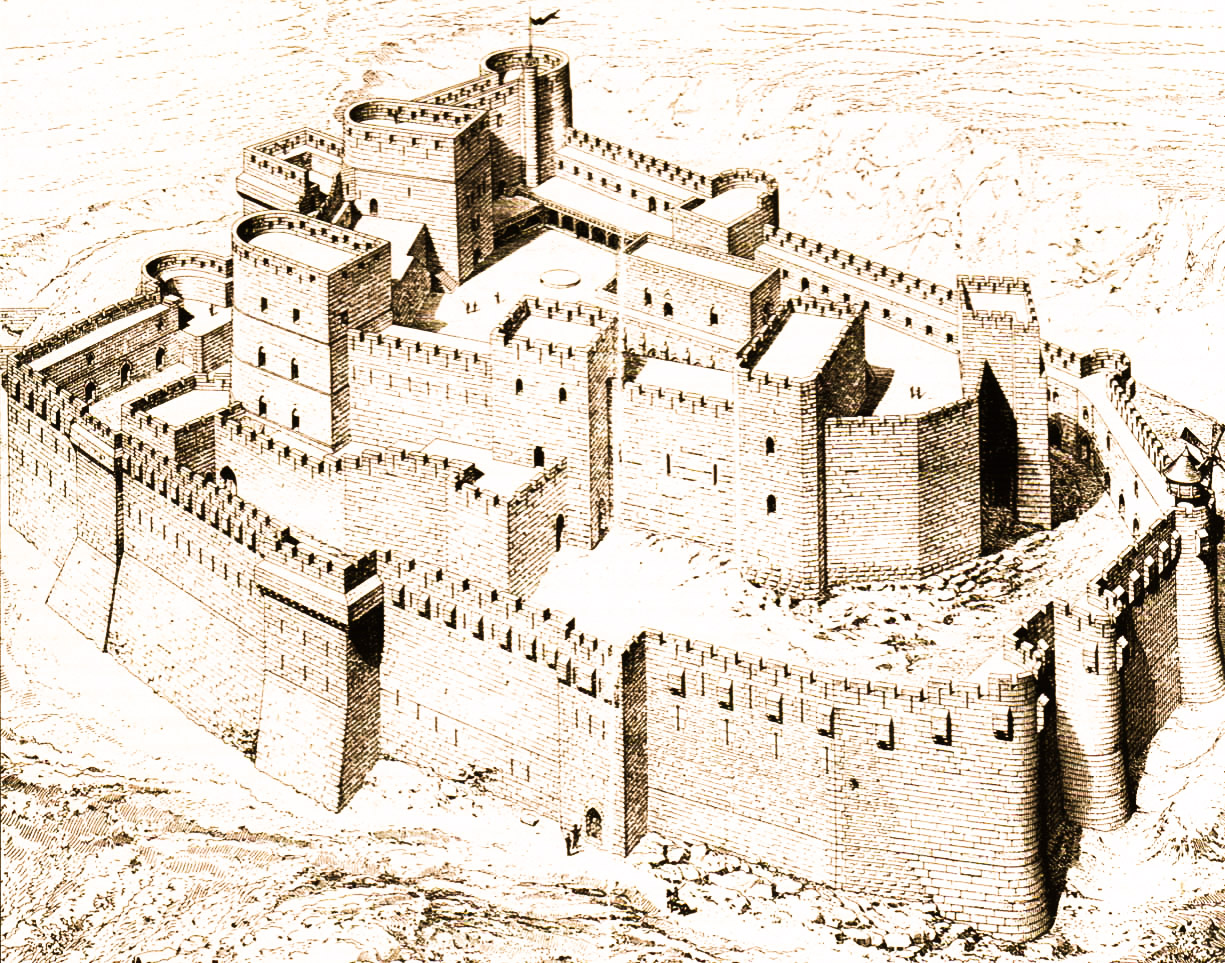
Der Krak des Chevaliers in der Rekonstruktionszeichnung von Guillaume Rey, 1871. Sie zeigt die maximale Ausbaustufe um 1290 mit zahlreichen Bauten der Mamluken.

Die Schäden der Belagerung wurden schnell beseitigt. Anhand abweichender Mauertechnik lassen sich die Reparaturstellen heute identifizieren. Insbesondere an der südlichen Zwingermauer wurden beide Rundtürme neu gebaut. Das Osttor wurde neu verkleidet und erhöht, die Zugangsrampe überwölbt. Über dem Portal der Westseite wurden zwei Löwen eingemeißelt, die Wappentiere Baibars. Sultan Qalawun ließ schließlich 1285 an der Südseite der Außenmauer einen quadratischen Turm errichten.  Den architektonischen Zustand der Burg um etwa 1290 hat Essenwein 1889 im Handbuch der Architektur detailliert beschrieben.
Die Festung wurde bis zum Anfang des 19. Jahrhunderts militärisch genutzt. Ende des 19. Jahrhunderts bauten sich Einheimische ein kleines Dorf in die Anlage.

### Entwicklung im 20. und 21. Jahrhundert
1921–1922 besuchte der Franzose Camille Enlart den Krak des Chevaliers. Auf ihn folgte 1926 der Architekt Maurice Pillet, der erste Einbauten entfernte. Am 16. November 1933 wurde das Bauwerk von Frankreich gekauft. Paul Deschamps (1888–1974), der sich am 11. April 1926 erstmals auf dem Krak aufgehalten hatte, veröffentlichte 1934 bei Geuthner in Paris sein Standardwerk Le Crac des Chevaliers. Étude historique et archéologique. Unter der Leitung von Pierre Coupel fanden 1934 bis 1936 umfangreiche Restaurierungsarbeiten statt, dabei kam es zur Entfernung weiterer Einbauten aus osmanischer Zeit. In einem Staatsvertrag zwischen Frankreich und Syrien einigten sich die beiden Länder am 7. Februar 1949 auf die Rückgabe. Die syrische Altertümerverwaltung beauftragte darauf den Architekten Georges Kalamkarian mit den weiteren Restaurierungen.

### Syrischer Bürgerkrieg

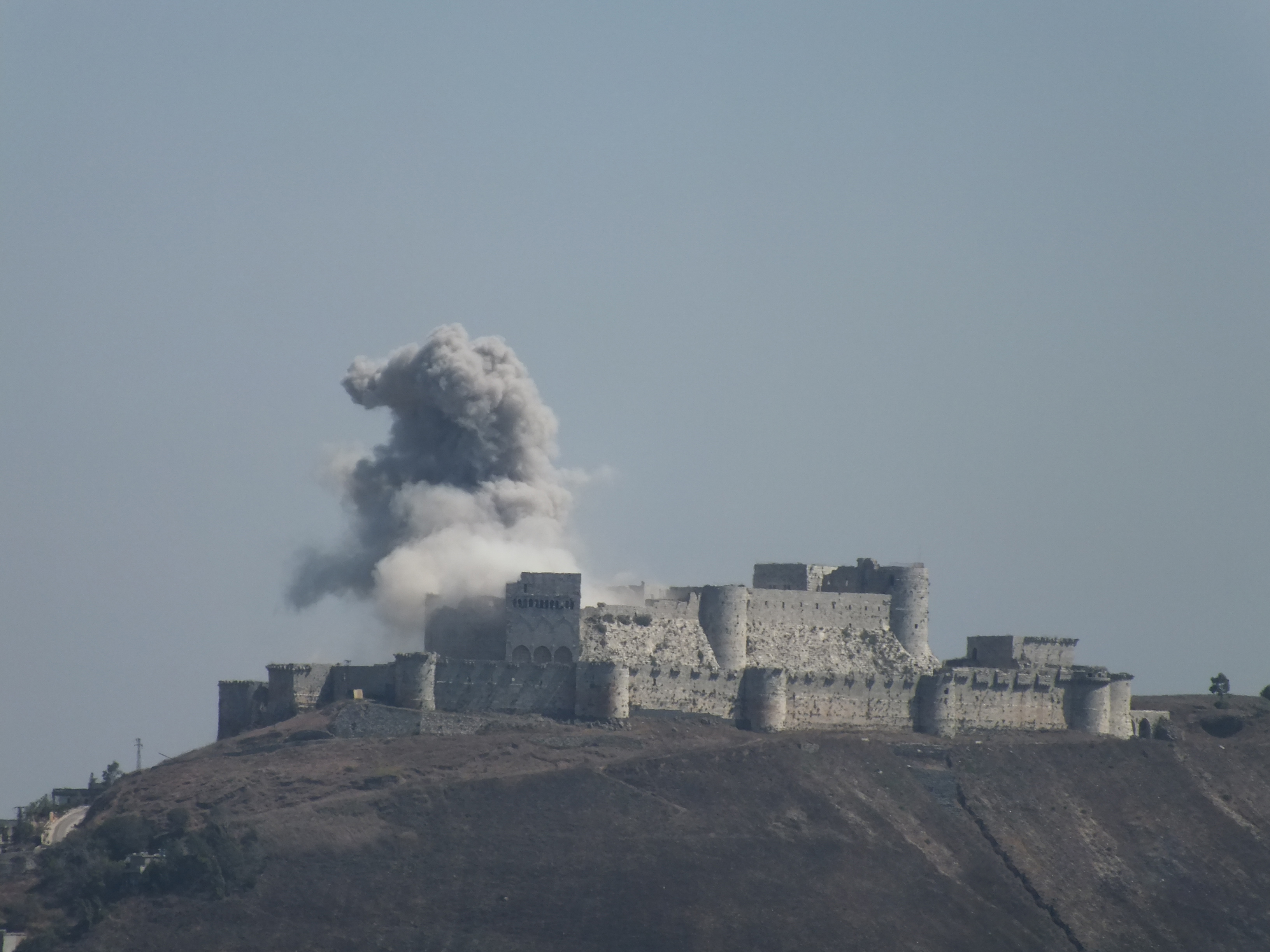
Die Anlage während eines Luftangriffes im Bürgerkrieg 2013

Im Bürgerkrieg in Syrien 2011/12 wurde die Burg durch Aufständische besetzt. Während der Besetzung kam es zu Verwüstungen und Mitte Juli 2013 schließlich durch Luftangriffe der Regierungstruppen zu weiteren Zerstörungen.
Am 20. März 2014 eroberten Regierungstruppen nach Luftangriffen die Burg und das in der Nähe liegende Dorf al-Hosn zurück. Dabei wurden mindestens 40 Rebellen getötet. Im August 2015 wurde bekannt, dass die Festung für den Tourismus wiedereröffnet worden ist und dort Führungen angeboten werden.

## Bedeutung
Der Krak des Chevaliers ist – sowohl aus der Sicht des Okzidents als auch der des Orients – ein herausragendes Symbol der Kreuzritterzeit. Die Burg wurde in der Vergangenheit und wird auch in der Gegenwart verklärt und romantisiert.
Seit 2006 gehört die Burg zum UNESCO-Welterbe. Zugleich kam auch die Saladinsburg auf diese Liste. Im Juni 2013 kam der Krak des Chevaliers auf die Liste für gefährdetes Kulturgut der UNESCO.

## Film
- Film (2012), 43 Minuten[11]